# Ратили
«Ратили» (чешск.: Písně by neměly umírat) — советско-чехословацкий фильм 1983 года режиссёра Георгия Калатозишвили.

## Сюжет
Фильм-биография о чешском теноре Йозефе Навратиле:

Вит Ольмер создал центральную историческую фигуру чешского певца Йозефа Навратила который провел большую часть своей жизни под псевдонимом Ратили в Грузии, где он был чрезвычайно популярен. Его жену сыграла Яна Бржезинова, знаменитую итальянскую певицу Энрике Мазаччо исполнила актриса Светлана Тома.
Оригинальный текст (чешск.)filmu Písně by neměly umírat, v němž vytvořil ústřední historickou postavu českého pěvce Josefa Navrátila , … který většinu svého života prožil pod pseudonymem Ratili v Gruzii, kde byl nesmírně populárni . Jeho manželku hrála Jana Břežková , slavnou italskou zpěvačku Enriche Masacciovou představovala herečka Svetlana Tomaová.— Filmové profily 2: českoslovenští filmoví herci / Šárka Bartošková. — ČSFÚ, 1990. — 281 s. — s. 346

## В ролях
- Вит Ольмер — Йозеф Навратил, он же Иосиф Ратили
- Яна Бржезинова — Мария, его жена
- Светлана Тома — Энрике Мазаччо, певица
- Имеда Кахиани — Филимон Коридзе
- Жанри Лолашвили — Жан Туманов
- Отто Будин — Сметана
- Вацлав Хелшус — Майр
- Людек Коприва — Бергхум
- Павел Зайиц — юный Йозеф
- Мартин Кравка — сын Йозефа
- Эка Виблиани — Майко
- Кахи Кавсадзе — князь Эристов
- Руслан Микаберидзе — грузин-певец
- Вано Сакварелидзе — хозяин харчевни

## Фестивали
- 22-й фестиваль чехословацких фильмов в Банска-Бистрице (1984) - почётное признание коллектива кинематографистов